# Philip Greaves
Sir Philip Greaves (ur. 19 stycznia 1931) – barbadoski polityk, pełniący obowiązki gubernatora generalnego od 1 lipca 2017 do 8 stycznia 2018.
Jako jeden z ważniejszych działaczy niepodległościowych Barbadosu i współpracowników Errola Barrowa był współzałożycielem Demokratycznej Partii Pracy. W 1965 został liderem senatu i ministrem bez teki, rok później objął resort spraw wewnętrznych niepodległego już kraju. Od 1971 do 1976 pozostawał ministrem budownictwa, ubezpieczeń i pracy, a od 1986 do 1987 – transportu, telekomunikacji i imigracji. Po śmierci Barrowa od 1987 zajmował stanowisko wicepremiera. Po porażce wyborczej w 1994 wycofał się z polityki.
1 lipca 2017 został pełniącym obowiązki gubernatora generalnego Barbadosu. Pozostaje obecnie jedynym żyjącym członkiem delegacji, która w 1966 negocjowała warunki niepodległości w Londynie.